# Gare de Naganohara-Kusatsuguchi
La gare de Naganohara-Kusatsuguchi (長野原草津口駅, Naganohara-Kusatsuguchi-eki) est une gare ferroviaire japonaise du bourg de Naganohara, dans la préfecture de Gunma. La gare est gérée par la East Japan Railway Company (JR East).

## Situation ferroviaire
La gare de Naganohara-Kusatsuguchi est située au point kilométrique (PK) 42,0 de la ligne Agatsuma.

## Histoire
La gare a été inaugurée le 2 janvier 1945.

## Service des voyageurs

### Accueil
La gare dispose d'un bâtiment voyageurs, avec guichets, ouvert tous les jours.

### Desserte
- Ligne Agatsuma :
  - voies 1 et 2 : direction Shibukawa et Takasaki
  - voie 2 : direction Ōmae